# Kappa Centauri
Kappa Centauri (κ Cen / κ Centauri o κ del Centauro, secondo la nomenclatura di Bayer; conosciuta anche come Ke Kwan) è un sistema stellare binario situato nella costellazione australe del Centauro. Ke Kwan deriva dal cinese 騎官 qíguān che significa Ufficiale di cavalleria, nome che condivide con β Lupi.
Il sistema dista dalla Terra 539 anni luce e si compone di due stelle: κ Centauri A è una subgigante blu con una magnitudine apparente di + 3,13, con una massa oltre 7 volte quella del Sole. È una binaria spettroscopica, cioè possiede una compagna che non può essere risolta neppure con i telescopi più potenti, ma viene rilevata solo tramite uno spettroscopio, posizionata a 0,12 arcosecondi dalla primaria. La secondaria ha una massa del 68% di quella della principale, dunque intorno alle 5 masse solari.